# Vía Colectora Gualaceo-Gualaquiza
La Vía Colectora Gualaceo-Gualaquiza (E594) es una vía secundaria de sentido general noroeste-sureste ubicada en las Provincias de Azuay y Morona Santiago.
Esta vía se inicia en la Provincia de Azuay, de la división de la Transversal Austral (E40) a la altura del puente Europa, a orillas del río Paute, donde la Transversal Austral (E40) continua en dirección noreste hacia el cantón Paute, mientras que la vía colectora Gualaceo-Gualaquiza (E594) continua en dirección sureste hacia Gualaceo. Luego de pasar por este cantón, cambia su sentido y se dirige hacia el sur atravesando el cantón Chordeleg y el cantón Sígsig.  Como la carretera nace en medio de la cordillera de los Andes, esta atraviesa su margen oriental descendiendo hacia la amazonía ecuatoriana. En el límite entre las  provincias de Azuay y Morona Santiago retoma su rumbo sureste mientras se interna en la selva amazónica. La vía finaliza con su unión con la Troncal Amazónica (E45) cerca de la población de Gualaquiza.

## Localidades destacadas
De Oeste a Este:
- Gualaceo, Azuay.
- Chordeleg, Azuay.
- Sigsig, Azuay.
- Gualaquiza, Morona Santiago.